# Joy Wielkens
 (février 2019).
Si vous disposez d'ouvrages ou d'articles de référence ou si vous connaissez des sites web de qualité traitant du thème abordé ici, merci de compléter l'article en donnant les références utiles à sa vérifiabilité et en les liant à la section « Notes et références ».
Joy Wielkens, née le 14 juillet 1980 à Amsterdam,, est une actrice, chanteuse et auteure-compositrice-interprète néerlandaise, d'origine surinamienne.

## Filmographie

### Cinéma et téléfilms
- 2006-2007 : Van Speijk : Leona Savonet
- 2008 : Keyzer & de Boer advocaten : Veerle van Doorn
- 2008 : Spoorloos verdwenen (nl) : Emilie Fischer
- 2009 : Shouf Shouf! (nl) : La serveuse
- 2011 : Sonny Boy : Hilda, 24 ans
- 2012 : Moordvrouw : Dolores Pereira
- 2012 : De Marathon (nl) : La dame antillaise
- 2013 : Divorce (nl) : Paula
- 2013 : Les cowboys pleurent aussi : L'infirmière
- 2013 : In het niets : Yayaa
- 2014 : Heer & Meester (nl) : Helma van Vuuren
- 2014 : Toscaanse bruiloft (nl) : Lot
- 2014 : Fashion Planet (nl) : Shozjana
- 2014 : Bluf (nl) : La cliente
- 2015-2016 : Zwarte Tulp (nl) : Zoey van Geloven
- 2016 : Hart Beat : L'assistante de production
- 2016-2017 : Centraal Medisch Centrum (nl) : Tara Kuipers
- 2017 : Force (nl) : Sara Jorritsma
- 2017 : Verliebt in Amsterdam (de) : Loulea
- 2018 : Anne+ : Noa
- 2019 : Keizersvrouwen : Nadine

## Discographie

### Album studio
- 2016 : I'm a Soulman ft. Steffen Morrison[3]

### Comédie musicale
- 2007 : Buddy, The Buddy Holly Story